# جزيرة أومانز
تقع جزيرة أومانز (Ummanz). في بحر البلطيق، قبالة الساحل الغربي لجزيرة روغن، وتنتمي، مثل هذه الأخيرة، إلى مقاطعة فوربومرن روغن في ولاية مكلنبرغ - بوميرانيا الألمانية.

## التضاريس
تبلغ مساحة أومانز حوالي 20 كيلومتر مربع، وبالتالي، بعد روغن، ثاني أكبر جزيرة في مقاطعة روغن السابقة. وهو جزء من حديقة بحيرة فوربومرن المحلية والإقليمية. يحدها من الغرب والشمال الغربي طريق بودن، إلى الشمال، بمنفذ ادريسر ويك، إلى الشرق ببحيرة Koselower See و Breite وإلى الجنوب بواسطة Kubitzer Bodden. جزيرة أومانز مسطحة جدا. أعلى نقطة ترقد على ارتفاع 3 أمتار فوق مستوى سطح البحر (NN).